# Eduardo Adrián
Eduardo Adrián (Carlos Alberto Eyherabide; * 4. Februar 1923 in Mar del Plata; † 23. Mai 1990 in Buenos Aires) war ein argentinischer Tangosänger.

## Leben und Wirken
Der Sohn der Opernsängerin Emma Gismondi trat zunächst unter dem Namen Adrián Lavalle als Solosänger des Chores im Teatro Casino auf. Bei einem Vorsingen vor Rodolfo Sciamarella 1941 werde er von Mariano Mores entdeckt, der ihn als Solosänger zum Orchester von Francisco Canaro vermittelte. Noch im gleichen Jahr nahm er mit diesem den Walzer Anoche soñé auf; in der Folgezeit entstanden um die 40 weitere Aufnahmen. Daneben hatte er Auftritte im Rundfunk und bei Tourneen, in Musikrevuen und bei Karnevalsbällen.
1942 trat er am Teatro Nacional bei der Uraufführung von Ivo Lelays Sentimiento Gaucho an der Seite von Susy del Carril, Carlos Enríquez, Oscar Villa und Cayetano Biondo auf, im Folgejahr sang er in dem Stück Buenos Aires de Ayer y de Hoy (mit Tita Merello und Tomás Simari) zwei Duette mit Carlos Roldán. 1945 unterzeichnete er einen Vertrag bei Radio El Mundo und sang mit dem von Andrés Fraga geleiteten Orchester des Senders Arrangements von Héctor Artola. In dem Film Los Pulpos (1948) des Regisseurs Carlos Hugo Christensen (mit Roberto Escalada, Olga Zubarry, Carlos Thompson und Beba Bidart) sang er den Tango Uno.
Häufig trat Adrián auch in Uruguay auf. Dort entstanden einige Aufnahmen mit den Orchestern von Emilio Pellejero, Hugo Di Carlo und Heber Escayola und 1969 eine LP mit einem Quartett, zu dem Máximo Mori am Bandoneon und Lucio Demare am Klavier gehörten. in den 1950er Jahren leitete er mehrere Theatergruppen, darunter eine namens Teatro del Tiempo, tourte durch Brasilien und Chile, bereiste Europa und arbeitete für die UNESCO.
Von 1962 bis 1968 lebte Adrián in Uruguay, wo er nicht nur als Sänger auftrat, sondern auch als Musikjournalist arbeitete. Nach seiner Rückkehr nach Argentinien hielt er unter Schirmherrschaft der UNESCO einen Vorlesungszyklus für Gymnasiasten. Später leitete er bei Radio Nacional das Programm Latitud Tango. Zudem komponierte und textete Adrián auch einige Stücke, darunter Perdón Madame, Donde nadie llegó und La luna al paredón.